# Aleksi Heponiemi
Aleksi Heponiemi, född 9 januari 1999 i Tammerfors, är en finländsk professionell ishockeyforward som är kontrakterad till Florida Panthers i National Hockey League (NHL) och spelar för Charlotte Checkers i American Hockey League (AHL).
Han har tidigare spelat för Oulun Kärpät i Liiga; Springfield Thunderbirds och Syracuse Crunch i AHL; Modo Hockey i Hockeyallsvenskan samt Swift Current Broncos i Western Hockey League (WHL).
Heponiemi blev draftad av Florida Panthers i den andra rundan i 2017 års draft som 40:e spelare totalt.

## Statistik
| 2016–2017  | Swift Current Broncos    | WHL        | 72  | 28 | 58  | 86  | 18 | 14 | 0 | 8  | 8  | 8  |
| 2017–2018  | Swift Current Broncos    | WHL        | 57  | 28 | 90  | 118 | 28 | 26 | 5 | 25 | 30 | 2  |
| 2018–2019  | Oulun Kärpät             | Liiga      | 50  | 16 | 30  | 46  | 8  | 17 | 3 | 0  | 3  | 8  |
| 2019–2020  | Springfield Thunderbirds | AHL        | 49  | 3  | 11  | 14  | 16 | —  | — | —  | —  | —  |
| 2020–2021  | Florida Panthers         | NHL        | 9   | 1  | 1   | 2   | 2  | —  | — | —  | —  | —  |
|            | Modo Hockey              | HA         | 16  | 6  | 8   | 14  | 22 | —  | — | —  | —  | —  |
|            | Syracuse Crunch          | AHL        | 6   | 0  | 6   | 6   | 6  | —  | — | —  | —  | —  |
| 2021–2022  | Florida Panthers         | NHL        | 6   | 0  | 1   | 1   | 2  | —  | — | —  | —  | —  |
|            | Charlotte Checkers       | AHL        | 56  | 9  | 30  | 39  | 28 | 7  | 1 | 3  | 4  | 14 |
| 2022–2023  | Florida Panthers         | NHL        | 1   | 0  | 1   | 1   | 0  | —  | — | —  | —  | —  |
|            | Charlotte Checkers       | AHL        | 6   | 2  | 2   | 4   | 2  | —  | — | —  | —  | —  |
| NHL totalt | NHL totalt               | NHL totalt | 16  | 1  | 3   | 4   | 4  | —  | — | —  | —  | —  |
| AHL totalt | AHL totalt               | AHL totalt | 117 | 14 | 49  | 63  | 52 | 7  | 1 | 3  | 4  | 14 |
| WHL totalt | WHL totalt               | WHL totalt | 129 | 56 | 148 | 204 | 46 | 40 | 5 | 33 | 38 | 10 |

### Internationellt
| Källa: Uppdaterad: 2022-11-08 | Källa: Uppdaterad: 2022-11-08 | Källa: Uppdaterad: 2022-11-08 |         | Utv = Utvisningsminuter | Utv = Utvisningsminuter | Utv = Utvisningsminuter | Utv = Utvisningsminuter | Utv = Utvisningsminuter |
| År                            | Lag                           | Mästerskap                    | Matcher | Mål                     | Assists                 | Poäng                   | Utv                     |                         |
| ----------------------------- | ----------------------------- | ----------------------------- | ------- | ----------------------- | ----------------------- | ----------------------- | ----------------------- | ----------------------- |
| 2016                          | Finland                       | Ivan Hlinka                   | 4       | 0                       | 5                       | 5                       | 0                       |                         |
| 2018                          | Finland                       | JVM                           | 5       | 2                       | 0                       | 2                       | 0                       |                         |
| 2019                          | Finland                       | JVM                           | 7       | 3                       | 6                       | 9                       | 4                       |                         |
| Junior totalt                 | Junior totalt                 | Junior totalt                 | 16      | 5                       | 11                      | 16                      | 4                       |                         |